# Vodárenská věž v Bechyni-Senožatech
Vodárenská věž v Bechyni-Senožatech je nefunkční věžový vodojem postavený v roce 1926 v katastrálním území Senožaty u Bechyně, okres Tábor.

## Historie
Vodojem stojí mezi obcemi Senožaty a Haškovcova Lhota a byl součástí prvního skupinového vodovodu pro obce Bechyně, Senožaty a Haškovcovu Lhotu. V době výstavby mělo jít o vzorovou stavbu pro další obce na jihu Čech.
Vypracování projektu vodovodního řádu bylo zadáno v roce 1923 pražské firmě V. F. Zdražil. Výstavba skupinového vodovodu probíhala v několika etapách. Nejdříve byly zabezpečeny jímací prameny u obce Smoleč, následně vybudována shybka pod řekou Lužnicí. Tyto práce do roku 1924 provedla firma V. F. Zdrařila. Další etapy výstavby převzala (na základě výběrového řízení) firma Karel Kress, a.s., Praha, která v letech 1925–1926 vybudovala dostavbu vodovodu, výstavbu dvou zemních vodojemů (Šibeniční vrch a Černýšovice) a věžového vodojemu v Senožatech.
Původní plán výstavby věžového vodojemu od firmy V. F. Zdražil byly firmou K. Kress upraveny. Objem nádrže byl zmenšen z 70 m³  na 50 m³,  v úrovni prvního podlaží cihlové dříku byl proveden betonový věnec a nosný systém dna železobetonové nádrže byl zesílen. Vnitřní spirálové schodiště bylo nahrazeno kovovými žebříky. Stavba byla ukončena v roce 1926 a skupinový vodovod uveden do provozu 1. ledna 1927. Protože se k skupinovému vodovodu nepřipojila obec Radětice sloužil jen obcím Senožaty a Haškovcova Lhota. Průtok vody byl malý a z tohoto důvodu byla malá spotřeba, v zimě zamrzala voda a praskalo potrubí, navíc gravitační spád byl dostačující. Vybudováním nového vodovodu ze Sudoměřic byl věžový vodojem odstaven z provozu. V roce 2006 byl zabetonován jeho vchod.
Vodojem vlastní obce Bechyně, Sudoměřice, Březnice, Hodětín, Haškovcova Lhota a Černýšovice. Nachází se v blízkosti silnice II/122 a kóty 428, to zabezpečuje dobrý dojez a široký výhled z věže po okolí. Jedním ze záměrů využití věžového vodojemu je rozhledna s parkovištěm a navázání na blízké turistické a cyklistické trasy.

## Popis
Věžový vodojem je postaven na betonové základové desce o průměru 6,8 m, tloušťky 0,5 m v hloubce 2,5 m. Na ni jsou postaveny betonové základy o vnitřním poloměru 2,6 m a výšce 2,5 m, které vybíhají nad úroveň terénu. Na kruhový betonový dřík navazuje cihlové zdivo 0,6 m silné, které je ve výšce 3,9 m svázáno 0,6 m vysokým betonovým věncem. Nad ním pokračuje cihelné zdivo 0,45 m silné. Po obvodu kruhového dříku je vedeno šest zděných sloupů, které se směrem vzhůru zužují. V severozápadní stěně dříku je vstupní jednoduchý portál s půlkruhovým zakončením a nad ním jsou prosvětlovací okna. Spodní část dříku je obložena lomovým kamenem. Na dřík je nasazena přesahující válcová železobetonová nádrž, která je ukončena tvarovanou kopulovitou střechou s lucernou s šesti větracími otvory a hromosvodem. Kupole je železobetonová opatřena červeným nátěrem Keramit. Stavba je celá omítaná.
Výška vodojemu je 19,5 m, úroveň dna nádrže je ve výšce 12,5 m.